# Metrosideros bartlettii
Árbol rata de Bartlett o árbol de Bartlett (Metrosideros bartlettii) es una de las doce especies del género Metrosideros endémicas de Nueva Zelanda y es notable por su extrema rareza y sus flores blancas, algo poco común en ese género de árboles y plantas de flores rojas. Su nombre rata se deriva del vocablo de la lengua maorí rātā que sirve para designar a varias plantas del género Metrosideros y nada tiene que ver su nombre con los roedores.
Su rango natural es el extremo norte de la Isla del Norte en Te Paki, en tres franjas de denso bosque nativo cerca de Spirits Bay (34° S) que escaparon a la destrucción del fuego. Solamente 34 árboles adultos se conocen en la naturaleza. La falta de evidencia fósil sugiere que el árbol siempre ha estado restringido al área del cabo Norte (North Cape), que era una isla hasta que se conectó con tierra firme por el cordón litoral que constituye la Playa de las noventa millas (Ninety Mile Beach). 

## Descripción

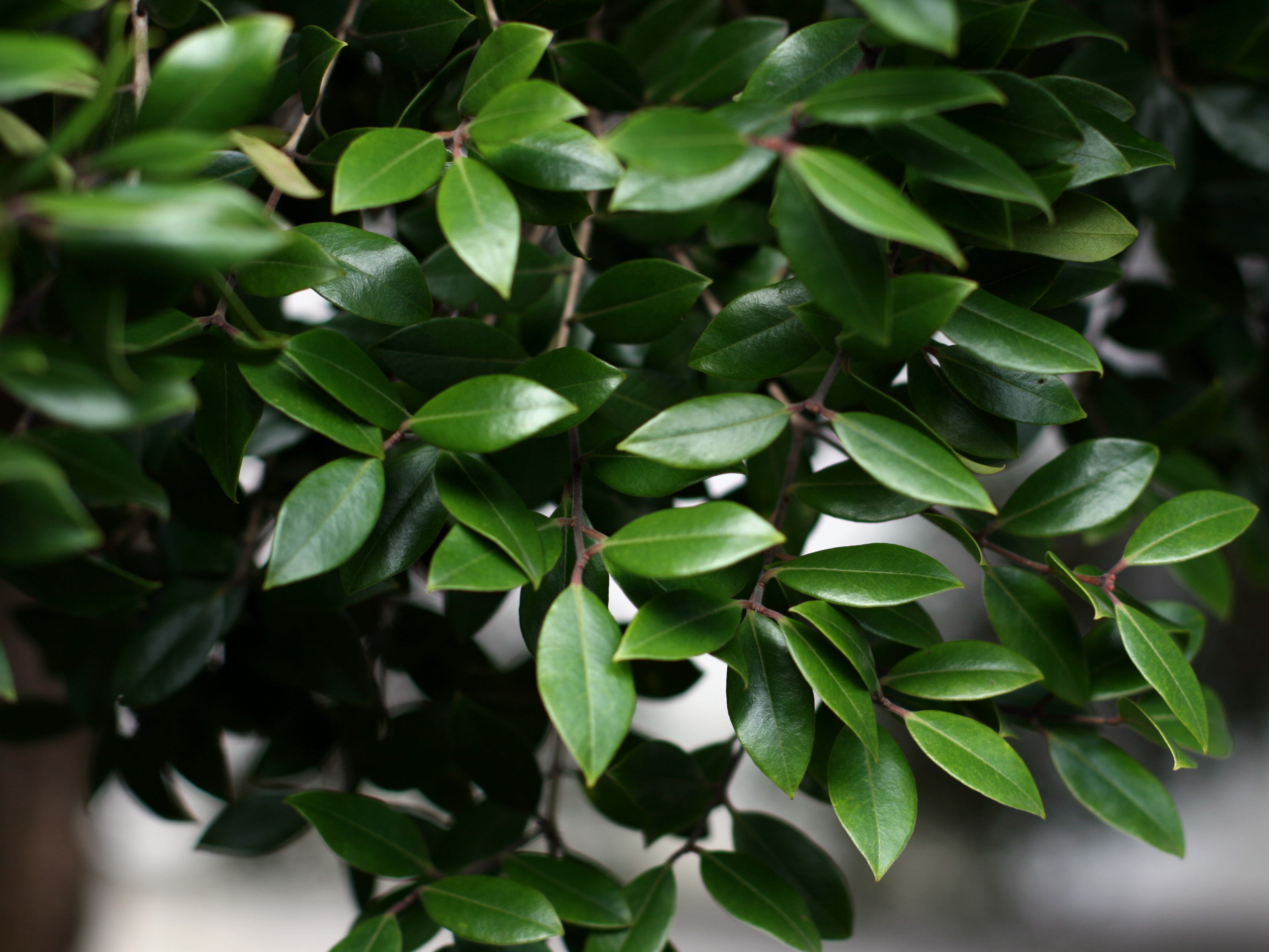
Las hojas del Árbol Bartlett se estrechan en la punta

Metrosideros bartlettii fue descubierto por John Bartlett, un maestro de escuela de Auckland, en 1975. El descubrió un inusual árbol creciendo en Radar Bush, 9,5 km al sudeste del Cabo Reinga (Cape Reinga). Casi diez años pasaron antes de que las flores fueran recolectadas haciendo la descripción científica el árbol rata de Bartlett. Este crece hasta una altura de treinta m, usualmente empezando su vida como hemiepífita en el taraire (Beilschmiedia tarairi), puriri (Vitex lucens), rewarewa (Knightia excelsa) y también en árboles helechos (Cyathea spp.).  Ocasionalmente, el árbol se encuentra creciendo en  floraciones en roca y acantilados rocosos.  El árbol produce flores blancas compuestas de una masa de estambres en noviembre o diciembre. La semilla madura en marzo o abril. El tronco llega hasta 1,5 m de diámetro. A pesar del color de las flores el árbol rata de Bartlett se parece al árbol rata del norte (Metrosideros robusta) pero también puede ser diferenciado por las flores blancas y por las hojas que se estrechan en la punta, mientras que las el árbol rata del norte tienen una ruptura en la punta. También es distintiva la corteza blanca o gris blancuzca que se desprende fácilmente en suaves escamas, lo que se piensa le pudiera brindar resistencia al daño por el fuego. Esto pudiera haber sido un factor clave en la supervivencia del árbol en una área susceptible a incendios. 

## Conservación

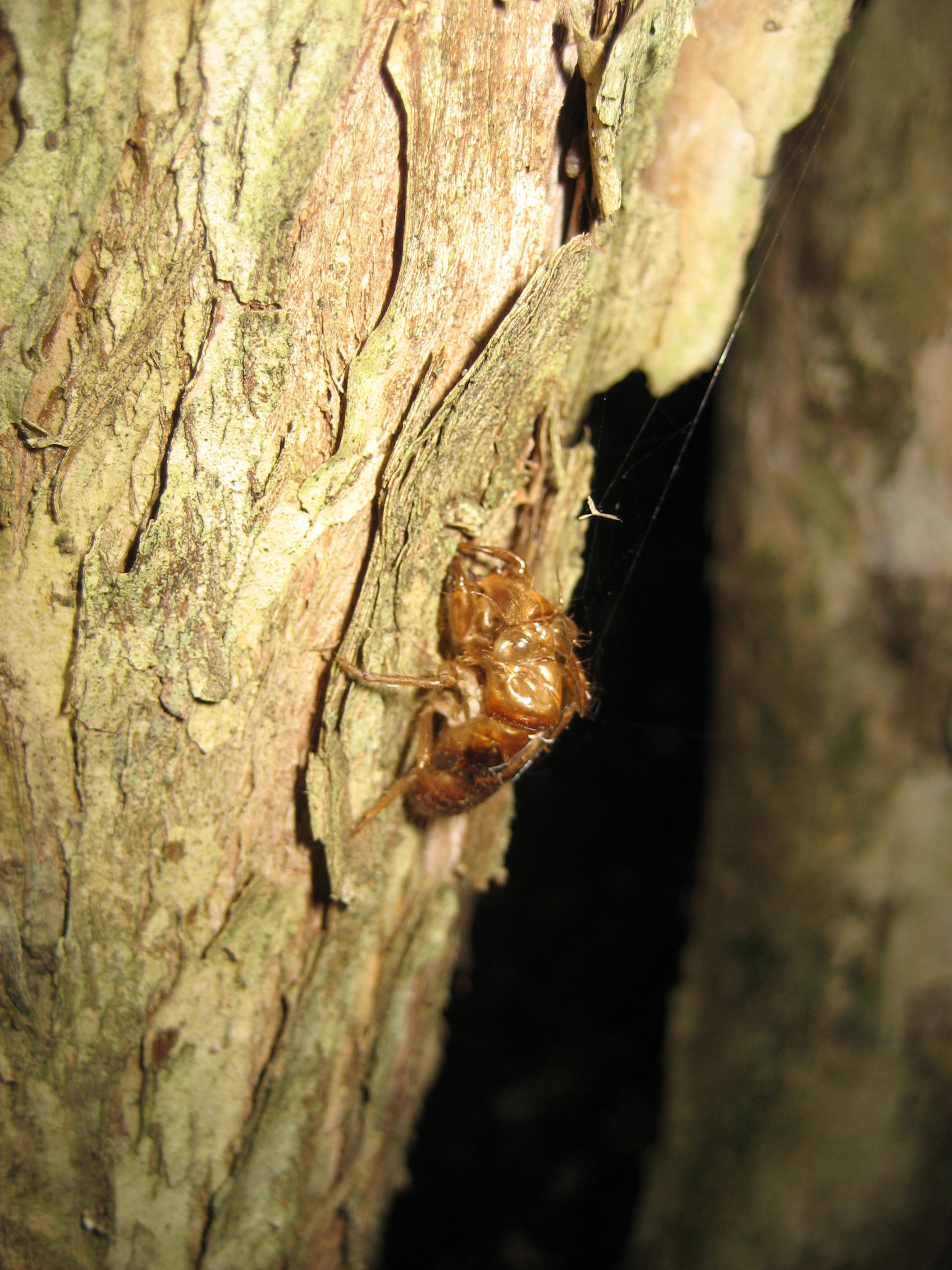
El exoesqueleto de una cigarra depositada en la corteza de consistencia de papel de un árbol rata Bartlett

Aunque la planta está en cultivo, la mayoría de las plantas vienen de un solo árbol. Solo 34 árboles Bartlett se conocen en la naturaleza y gran parte de ellos se encuentran en propiedad privada. Muchos de los especímenes están aislados de otros árboles con el resultado de que existe mínima transferencia de polen y se producen pocas semillas. Análisis de ADN han demostrado que existe  poca variación genética. La especie es vulnerable al mordisqueo de los animales, y en riesgo de destrucción por fuego o por cambios en las prácticas de manejo de la tierra de los terratenientes.

## Cultivo
El árbol rata del norte crece rápidamente desde la semilla fresca y prefiere sitios soleados con suelos bien drenados y fértiles. También puede ser propagado por estacas, aunque estas son lentas en enraizar. Plantas bajo cultivo en  Nueva Zelanda son relativamente resistentes al frío en un rango de condiciones, y han probado tolerancia a heladas leves, las cuales son desconocidas en su medio ambiente natural. 